# Talento desperdiciado
Wasted Talent (titulado Talento desperdiciado en España y Latinoamérica) es el vigésimo episodio de la segunda temporada de la serie Padre de familia.
El episodio está escrito por Mike Barker y Matt Weitzman coproducido por Dave Collard y Ken Goin y dirigido por Bert Ring.

## Argumento
Desesperada y harta de las burlas que recibe de su máxima rival y compañera de profesión Alexis Radclife, Lois busca con urgencia un alumno con el que poderla vencer en el certamen de piano. Por otro lado, el maestro cervecero Pawtucket Pat ha escondido un boleto dorado en cuatro botellas, por lo que Peter empieza a beber de manera compulsiva ya que los afortunados que encuentren los boletos ganarán una visita guiada por la fábrica cervecera. Al ver que Joe es el primero en descubrir el papel y que Tom Tucker del Canal 5 comunica el hallazgo del último boleto premiado, Peter desiste hasta que Tucker admite haber mentido. A pesar de tener una oportunidad más, Peter decide beber una última cerveza y dejar el tema del boleto hasta que descubre ser el portador del ansiado premio. 
Al día siguiente empieza la visita con Joe obligado a abandonar la fábrica al no estar habilitada para minusválidos. Una vez dentro, Peter y Brian se separan del grupo y entran en la "sala de la cerveza" en la que están trabajando para la producción de otra cerveza más sofisticada, tras ser descubiertos por Pawtucket, estos son expulsados de la cervecería.
Furioso por el incidente de la cervecería, Peter llega a casa en estado de embriaguez y ve cómo su mujer tiene a su hija atada con grilletes al piano para que aprenda. Harto de que esté más pendiente con el piano que en las demás cosas, Peter empieza a tocar el instrumento de manera virtuosa para sorpresa de Lois que pronto descubre que sabe tocar el piano cuando está borracho. Lois descubre que tiene una oportunidad de oro para mofarse de Radcliffe decide mantener a su marido "cocido" durante todo el episodio. Llegan al recinto donde tendrá lugar las pruebas, desafortunadamente el local está en un condado en el que no se permite el consumo de alcohol. Avergonzada por su comportamiento, Lois decide abandonar la competición hasta que es retenida por Peter por lo que le pregunta a un joven por una fiesta a la que tenía pensado ir para beber, sin embargo Lois se muestra reacia hasta que cambia de opinión tras recibir otra burla de Radcliffe. 
De nuevo en el certamen, Peter se prepara para su turno tras reponer fuerzas (i.e emborracharse), pero está tan ebrio que es incapaz de encontrar el piano por lo que Lois debe ayudarle a colocarse delante del instrumento y que de con las teclas correctas. Tras el repertorio, Peter y Lois se alzan con la victoria, no sin antes dirigirle esta segunda a Radcliffe la misma mueca burlona que ha estado recibiendo por su parte todos esos años. Sin embargo la alegría no le dura mucho a la mujer cuando empieza a tener remordimientos por haber jugado con la salud de su esposo por pretensiones egoístas, no obstante, Peter la consuela al decir que los dos han salido ganando: Lois tiene el trofeo y las neuronas de Peter están en perfectas condiciones, a pesar de que solo le queda una viva a la que casualmente se le rompen las gafas.

## Producción
El episodio está escrito por Dave Collard y Ken Goin y adaptado por Mike Barker y Matt Weitzman y dirigido por Bert Ring antes de la finalización de la segunda temporada.